# Prałkowce (gromada)
Prałkowce – dawna gromada, czyli najmniejsza jednostka podziału terytorialnego Polskiej Rzeczypospolitej Ludowej w latach 1954–1972.
Gromady, z gromadzkimi radami narodowymi (GRN) jako organami władzy najniższego stopnia na wsi, funkcjonowały od reformy reorganizującej administrację wiejską przeprowadzonej jesienią 1954 do momentu ich zniesienia z dniem 1 stycznia 1973, tym samym wypierając organizację gminną w latach 1954–1972.
Gromadę Prałkowce z siedzibą GRN w Prałkowcach utworzono – jako jedną z 8759 gromad na obszarze Polski – w powiecie przemyskim w woj. rzeszowskim na mocy uchwały nr 30/54 WRN w Rzeszowie z dnia 5 października 1954. W skład jednostki weszły obszary dotychczasowych gromad Prałkowce (bez terenów włączonych do miasta Przemyśla) i Kruhel Wielki ze zniesionej gminy Przemyśl oraz obszar dotychczasowej gromady Zalesie wraz z przysiółkiem Dybawka z dotychczasowej gromady Tarnawce ze zniesionej gminy Krasiczyn w tymże powiecie. Dla gromady ustalono 10 członków gromadzkiej rady narodowej.
1 stycznia 1960 gromadę zniesiono, włączając jej obszar do gromady Krasiczyn w tymże powiecie.